# Kabongan Lor
Kabongan Lor is een bestuurslaag in het regentschap Rembang van de provincie Midden-Java, Indonesië. Kabongan Lor telt 1339 inwoners (volkstelling 2010).